# 학익역
학익역(鶴翼驛, Hagik station)은 인천광역시 미추홀구 학익동에 건설 예정인 수도권 전철 수인·분당선의 미개통 전철역이다. 이 역부터 인천역까지 지하 구간이다.
2016년 2월 27일 수인선의 송도역 - 인천역 구간이 개통되었으나 이 역은 용현·학익1지구 개발과 연계하여 2028년 이후 영업을 개시할 예정이다. 따라서 당분간 무정차 통과역으로 운영되며, 구조물은 미리 설치되어 있다.

## 역 구조
2면 2선의 상대식 승강장을 갖추고 있다.

### 승강장
| ↑ 송도   |
| \| １    |
| 인하대 ↓ |

| 1 | ● 수도권 전철 수인·분당선 | 인하대 · 신포 · 인천 방면 |
| 2 | ● 수도권 전철 수인·분당선 | 송도 · 수원 · 왕십리 방면 |

## 역 주변
- 제2경인고속도로 학익 분기점
- 현광아파트1차
- 인천미추홀경찰서
- 인천병무지청
- 송도고등학교
- 옥련여자고등학교
- 학익고등학교
- 학익여자고등학교
- 인주중학교
- 인천학익초등학교
- 인천학산초등학교
- 인천연학초등학교
- 인천인주초등학교
- 인천백학초등학교

## 인접한 역
| 수인선                | 수인선                         | 수인선                |
| --------------------- | ------------------------------ | --------------------- |
| K267 송도 청량리 방면 | ● 수도권 전철 수인·분당선 완행 | K269 인하대 인천 방면 |